# Institut polytechnique des sciences avancées
Institut polytechnique des sciences avancées (IPSA Paris, Lyon, Marsylia i Tuluza) – jedna z francuskich politechnik zaliczanych do kategorii Grande école założona w 1961 roku.
Absolwentem szkoły jest Éric Boullier (1999) – francuski inżynier i menedżer, szef zespołu McLaren w Formule 1, Nicolas Tenoux (2007) – francuski pilot linii lotniczych, inżynier i kierownik ds. lotnictwa, Julien Simon-Chautemps (2002) – francuskim inżynier specjalizującym się w sportach motorowych.

## Historia
Institut polytechnique des sciences appliquées został założony w 1961 roku przez Michea Cazin, Maurice Pradier i Paul Lefort, trzech inżynierów, którzy wywodzili się z sektora lotniczego i osiedlili się w Paryżu. W 2001 roku nazwa została zmieniona na Institut polytechnique des sciences avancées. W 2007 roku otworzył filię w Tuluzie, osłoniętej od ważnego przemysłu lotniczego w regionie.
W 2005 roku rząd francuski przyznał absolwentom uczelni tytuł „Eksperta w dziedzinie inżynierii systemów lotniczych i kosmicznych”, aw 2011 roku Commission des titres d'ingénieur upoważniła instytut do nadawania tytułu inżyniera. Pierwsi absolwenci tej inżynierii ukończyli studia pod koniec roku akademickiego 2013-2014. Szkoła prowadzi dwuletni cykl przygotowawczy oraz trzyletni cykl zaawansowany na specjalnościach: „Systemy telekomunikacyjne”, „Obliczenia pokładowe”, „Systemy elektromechaniczne”, „Mechanika i konstrukcje” oraz „Energia i napęd”. Absolwenci opuszczają szkołę z oficjalnym tytułem „Expert en ingénierie des systèmes aéronautiques et spatiaux”.
Od 2017 roku szkoła oferuje również Bachelor of Aeronautics i szkołę letnią.

## Znani studenci
Uczelnia ma wśród studentów francuskie pływaczki synchroniczne Charlotte i Laura Tremble (klasa 2025).